# Postrzygalnia
Postrzygalnia – urządzenie do wykańczania sukna, używane od późnego średniowiecza. Z tego urządzenia musieli korzystać wszyscy producenci sukna. Miasto, które posiadało postrzygalnie, czerpało duże zyski. Na budowę postrzygalni musiał zgodzić się król, nadając miastu odpowiedni przywilej.
Postrzygalnia to również dział postrzygania tkanin, będący częścią wydziału wykończalni. Postrzygane są tkaniny wełniane oraz z mieszanek włókien. Tkaniny lniane i bawełniane są najczęściej opalane.